# Předenice
Předenice är en ort i Tjeckien.   Den ligger i regionen Plzeň, i den västra delen av landet, 90 km sydväst om huvudstaden Prag. Předenice ligger 348 meter över havet och antalet invånare är 169.
Terrängen runt Předenice är platt österut, men västerut är den kuperad. Předenice ligger nere i en dal. Runt Předenice är det ganska glesbefolkat, med 32 invånare per kvadratkilometer. Närmaste större samhälle är Plzeň, 13,7 km norr om Předenice. I omgivningarna runt Předenice växer i huvudsak blandskog.